# Хоге Кемпен (національний парк)
Національний парк Хоге Кемпен (Nationaal Park Hoge Kempen) — перший національний парк у Фландрії, Бельгія. Він розташований у Кемпені на сході провінції Лімбург, між Генком і долиною річки Маас. Він включає підвищений ґрунт, який визначає вододіл між цією річкою та низиною басейну річки Демер, яка охоплює більшу частину бельгійського Лімбургу.

## Історія
Він був відкритий у неділю, 29 березня 2006 року. Охоплюючи 67 квадратних кілометрів, він є частиною мережі Natura 2000. Територія в основному займає верес і сосновий ліс. Уперше його було засновано в 1990 році в рамках Regionalaal Landschap Kempen en Maasland як частину прогресивної політики розвитку природних заповідників у Фландрії.
У травні 2011 року його було внесено до Попереднього списку ЮНЕСКО для розгляду як об'єкту Світової спадщини. 23 березня 2012 року дев'ять муніципальних рад, провінція Лімбург і фламандський уряд підписали лист про наміри підтримати заявку національного парку Хоге Кемпен на визнання Світової спадщини ЮНЕСКО.
Національний парк планує розширити свою територію до понад 100 квадратних кілометрів.
У 1990-х роках парк був місцем зародження нині широко поширеної велосипедної мережі з номерними вузлами. Дизайнер Х'юго Боллен хотів щось коротке; він вважав важливим, щоб вивіски не містили надто багато інформації. За оцінками RLKM, ця мережа щорічно приносить Кемпену на острові Маасленд 16,5 мільйонів євро доходу.

## Географія

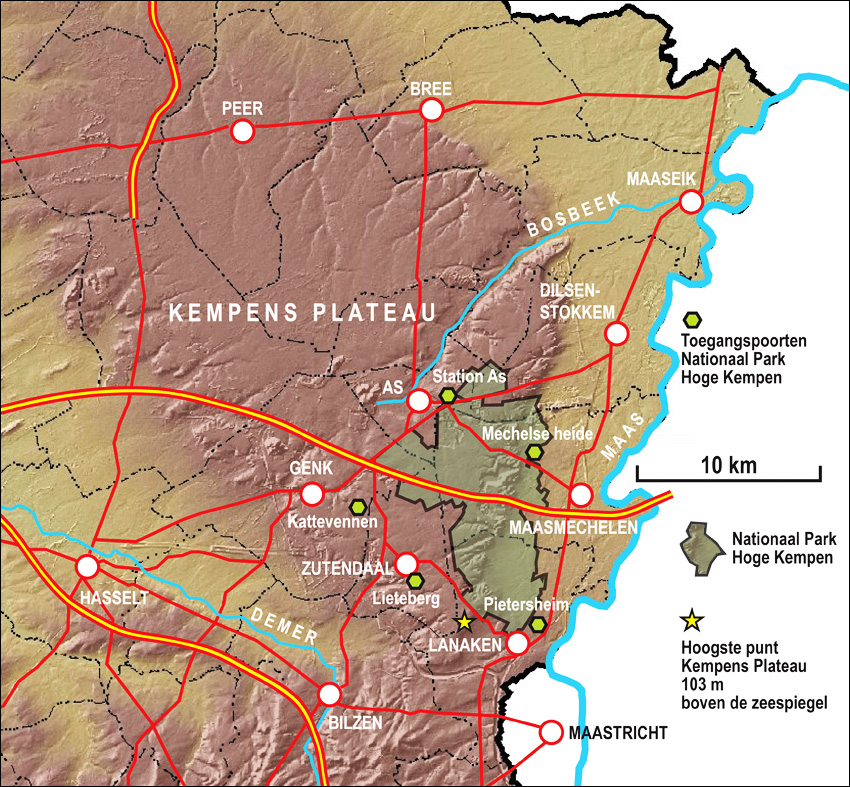
Карта національного парку Хоге Кемпен

Парк розташований у провінції Лімбург, охоплюючи території муніципалітетів Ас, Дільсен-Стоккем, Генк, Ланакен, Маасмехелен і Зутендал. Окрім великих лісів, він включає існуючі охоронювані природні території, такі як Мехельсе Хайде, Долина Зіпебек (de Vallei van de Ziepbeek), Болото під горою (het Ven onder de Berg) і Нірхарер Хайде.
Хоге-Кемпен (або плато Кемпенс) — це велика територія осипів, утворена з гірських порід, які були відкладені в Арденнах Маасом під час останнього льодовикового періоду на південному сході Лімбургу та вкриті піском, нанесеним морськими вітрами. З часом відносно глибока долина була розмита Гренсмасом. Схил плато на захід від долини Маас крутий і здіймається на 45 метрів, утворюючи своєрідну сходинку. Вона проходить 20 кілометрів від Опоетерена в Маасейку біля Ланакена на півночі до Гелліка на півдні. Більше половини цієї сходинки розташовано в межах парку, а висота землі над нею сягає 102 метрів.
Територію перетинають кілька великих автомагістралей, які викликають труднощі щодо того, як зберегти екологічне різноманіття в розрізненому парку. Будівництво ековелоканалу Kikbeek відбулося над E314 поблизу Маасмехелена, а також поблизу Зутендала. Toeristiche Weg, побудований 60 років тому на Mechelse Heide, був закритий для дорожнього руху в рамках планування парку. Ця асфальтована дорога стане частиною велосипедної мережі Лімбургу. На захід від екоканалу Kikbeek буде екодолина та ще один екоканал над E314.
Іншим елементом, який сприяв відновленню парку, було відновлення джерела Кікбек в Опгрімбі. Це призвело до того, що верхня течія струмка була перепроектована з регульованим потоком, що допомогло відновити природний рівень води в цьому районі. Через роки розкопок білого піску, про що свідчать численні кратери, рівень води впав. У межах парку все ще є деякі анклави, де є резиденції, піщано-гравійні кар'єри та промислові зони. Наразі уряд Фландрії володіє 85 % землі в парку.

## Екологія
Середовищем проживання є переважно хвойні дерева та верес. Є деякі листяні дерева, дюни, болота, струмки, сухі долини, ставки, гравійні кар'єри та колишні шахтні відвали. Типова флора і фауна: ялівець; дрок; дзвіночок вересовий; мірика звичайна; клубовий мох; асфодель; бабка; синявець Аргус; махаон; метелик Гранвільський рябчик; жаба гостроморда; ропуха очеретяна; мідянка звичайна; ящірка звичайна; мінога струмкова; чорний дятел; руда лисиця; соснова куниця; нічниця і косуля.

## Туризм
Парк відкритий для широкої публіки, і кожен муніципалітет має власні ворота в парк. Це:
- Коннектерра: Ворота на кордоні між муніципалітетами Маасмехелен і Дільсен-Стоккем діють як головні ворота національного парку.
- Kattevennen: Це ворота в Генку, тематика яких присвячена космосу. Тут розташований Космодром і зона відпочинку.
- Мечелсе Гайде: ворота в Маасмехелені ведуть до природного заповідника Мечелсе Гайде, величезної пустошної землі пурпурового кольору.
- Пітерсгайм: ворота в Ланакені розташовані в замку Пітерсгайм, який є руїнами романського замку в Пітерсембос.
- The Lieteberg: Шлюз у Zutendaal має тему світу комах. Центр для відвідувачів розташований у старій гравійній ямі, яка колись була місцем спаровування бджіл.
- Станція As: Ворота в As мають тему промислового минулого регіону. Оглядова вежа колишньої станції As нагадує типову вежу для буріння вугілля столітньої давності.

Є 200 км мережі пішохідних маршрутів у межах національного парку. Було розроблено близько 40 петлеподібних стежок завдовжки від 3 до 14 км. Початок цих пішохідних стежок розташований біля одних із 6 в'їзних воріт. Велосипедні доріжки в національному парку є частиною велосипедної мережі з номерними вузлами, частиною регіону Кемпен і Маасланд. Крім того, в межах національного парку є 140 км мережі здебільшого ґрунтових доріжок і стежок, що з'єднує наїзника і серце Лімбурзького Кемпена. Вони організовані через систему вузлів, подібну до мережі циклічних вузлів.
Підтримка з боку Європейського Союзу означала, що є кілька рейнджерів, які готові допомогти всім відвідувачам.

## Нагороди
У квітні 2008 року керівник проекту Ігнас Шопс отримав екологічну премію Goldman («Зелена Нобелівська премія») у Сан-Франциско. Шопс та його проектна група RLKM отримали цю престижну нагороду за оригінальний спосіб, яким вдалося захистити велику територію цінної природи у відносно густонаселеній місцевості. Він визнав концепцію інтеграції природи, сільського господарства, економіки та туризму. 7 травня 2008 року його вшанували в Європейському парламенті, також як приклад проекту, де державна влада та приватні ініціативи успішно співпрацювали.

## Галерея

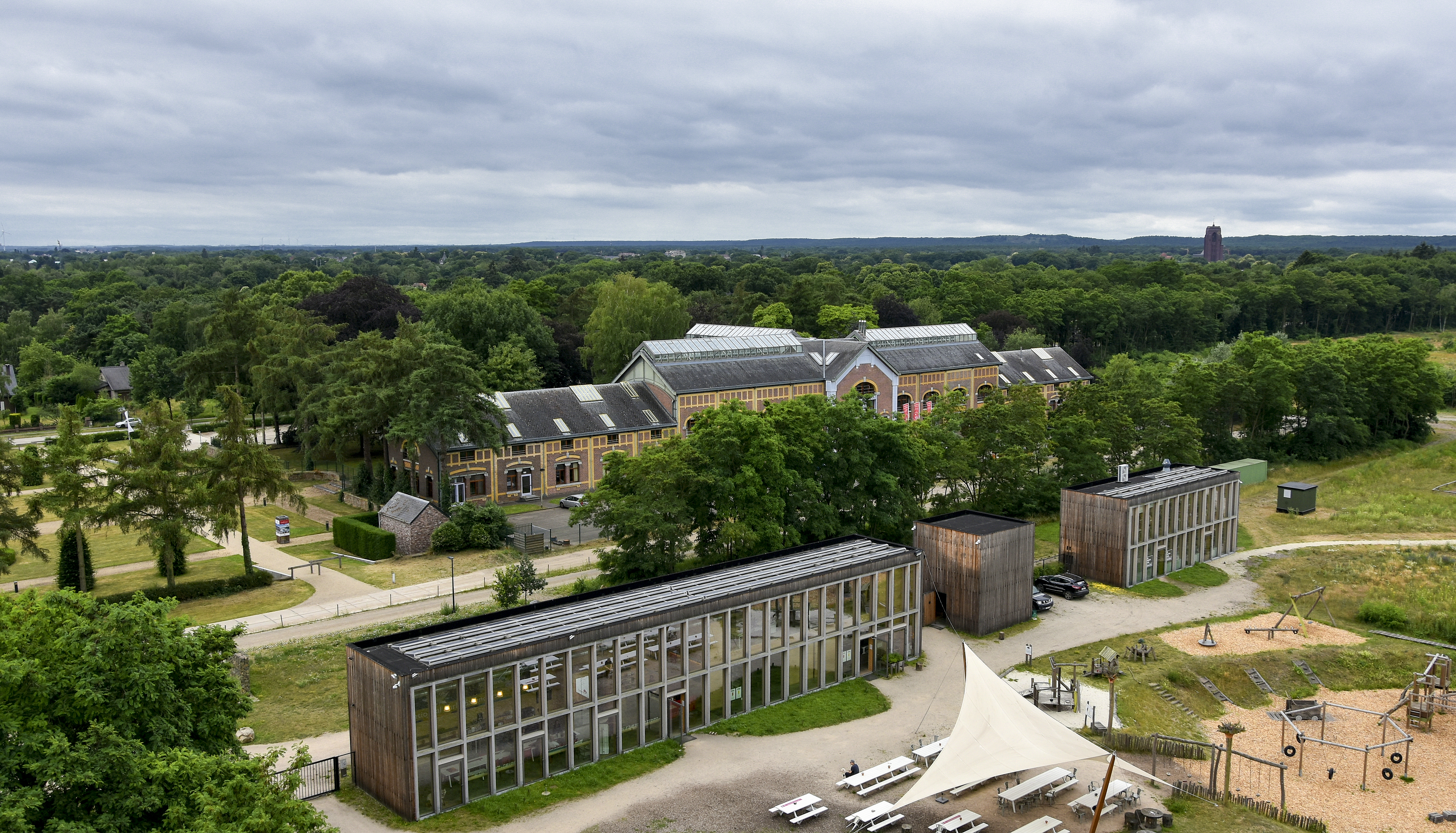
Connecterra, ворота до Хоге Кемпен
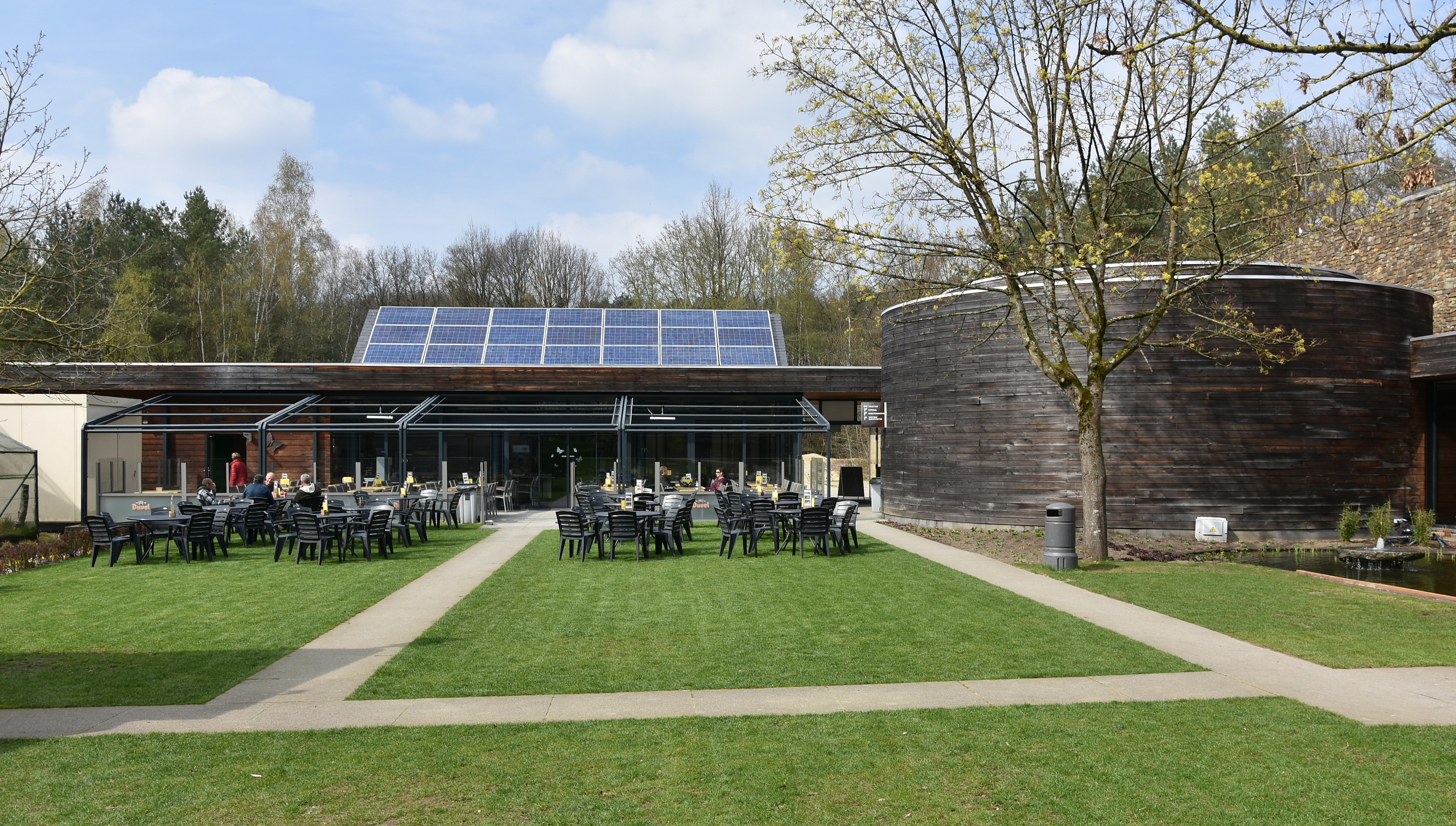
Центр парку Літеберг
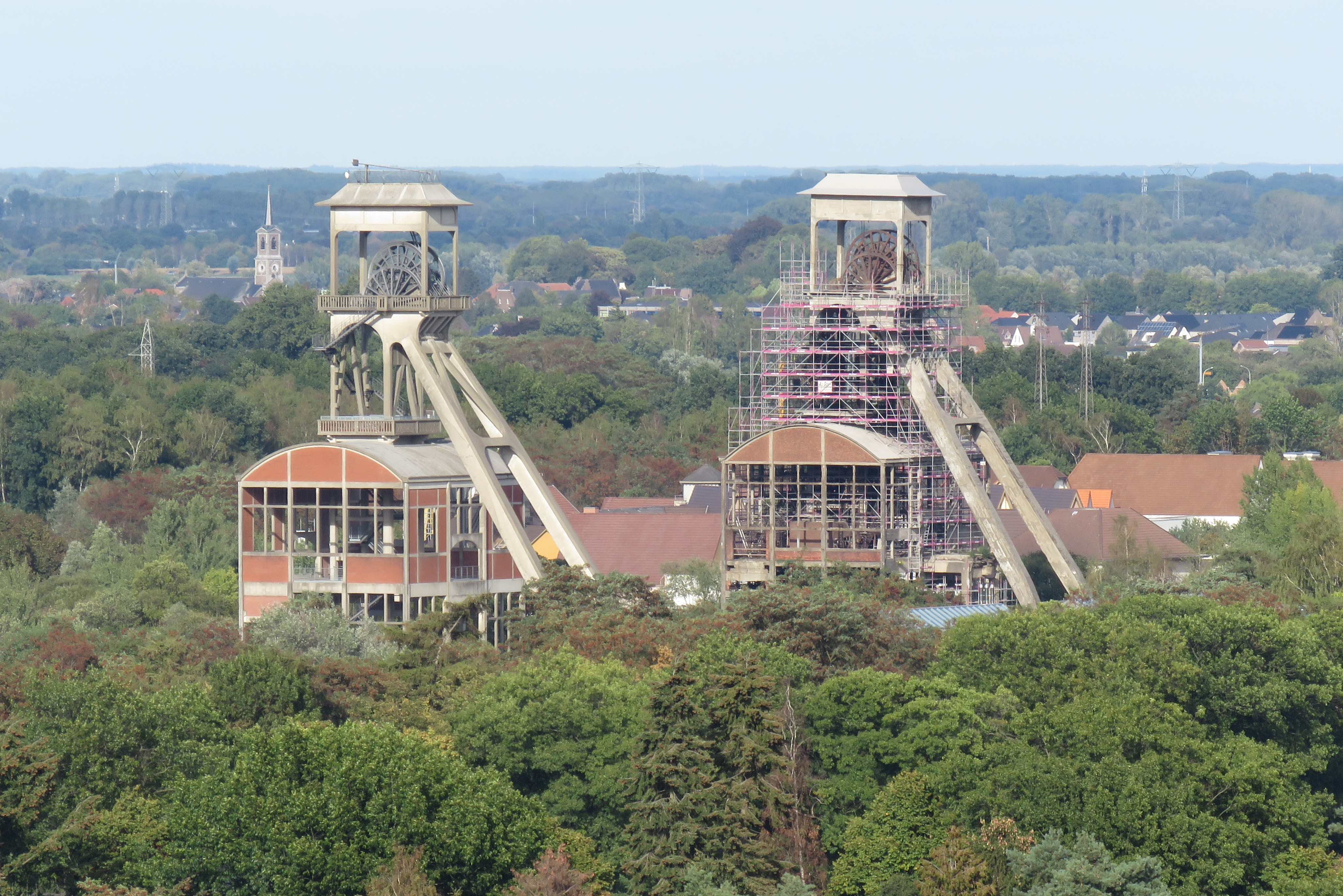
Покинути шахти (2018)
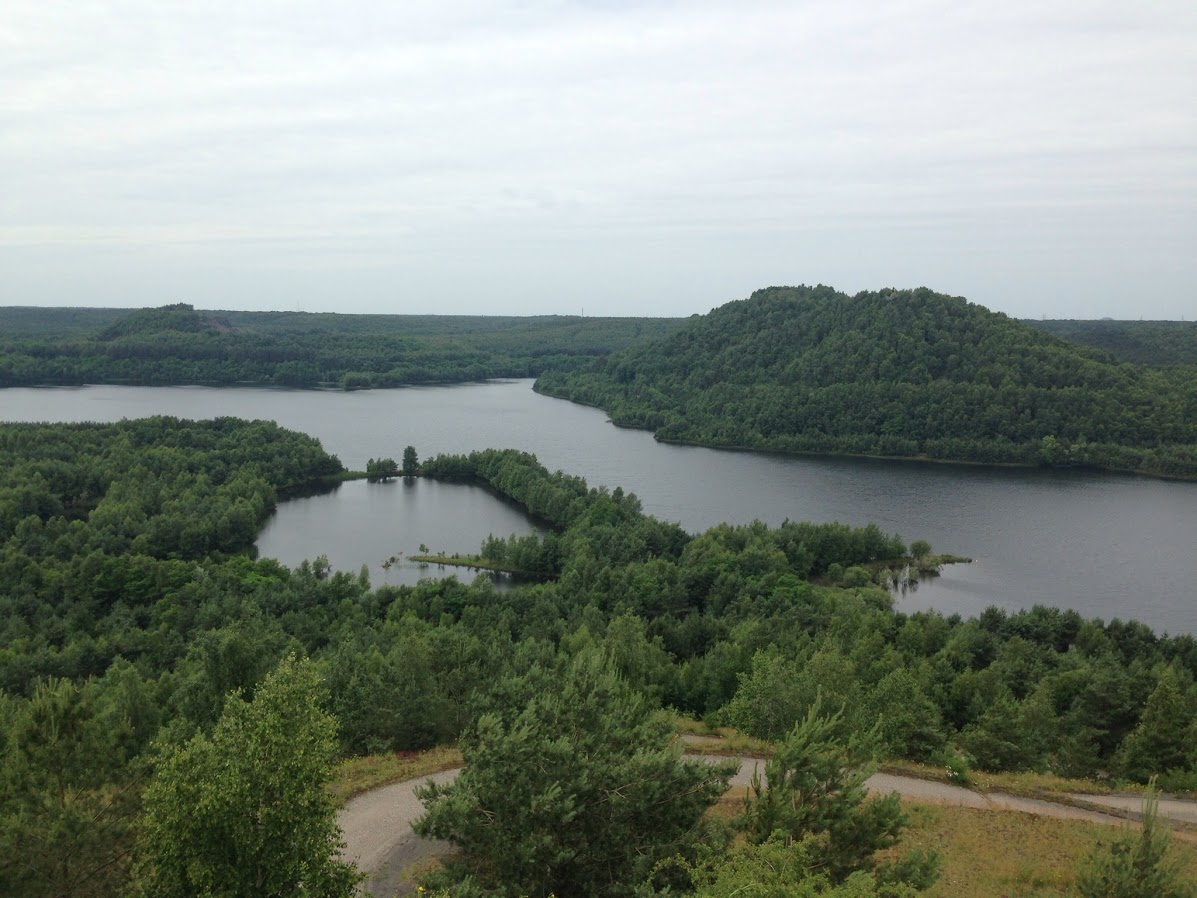
Озера та ліси (2013)
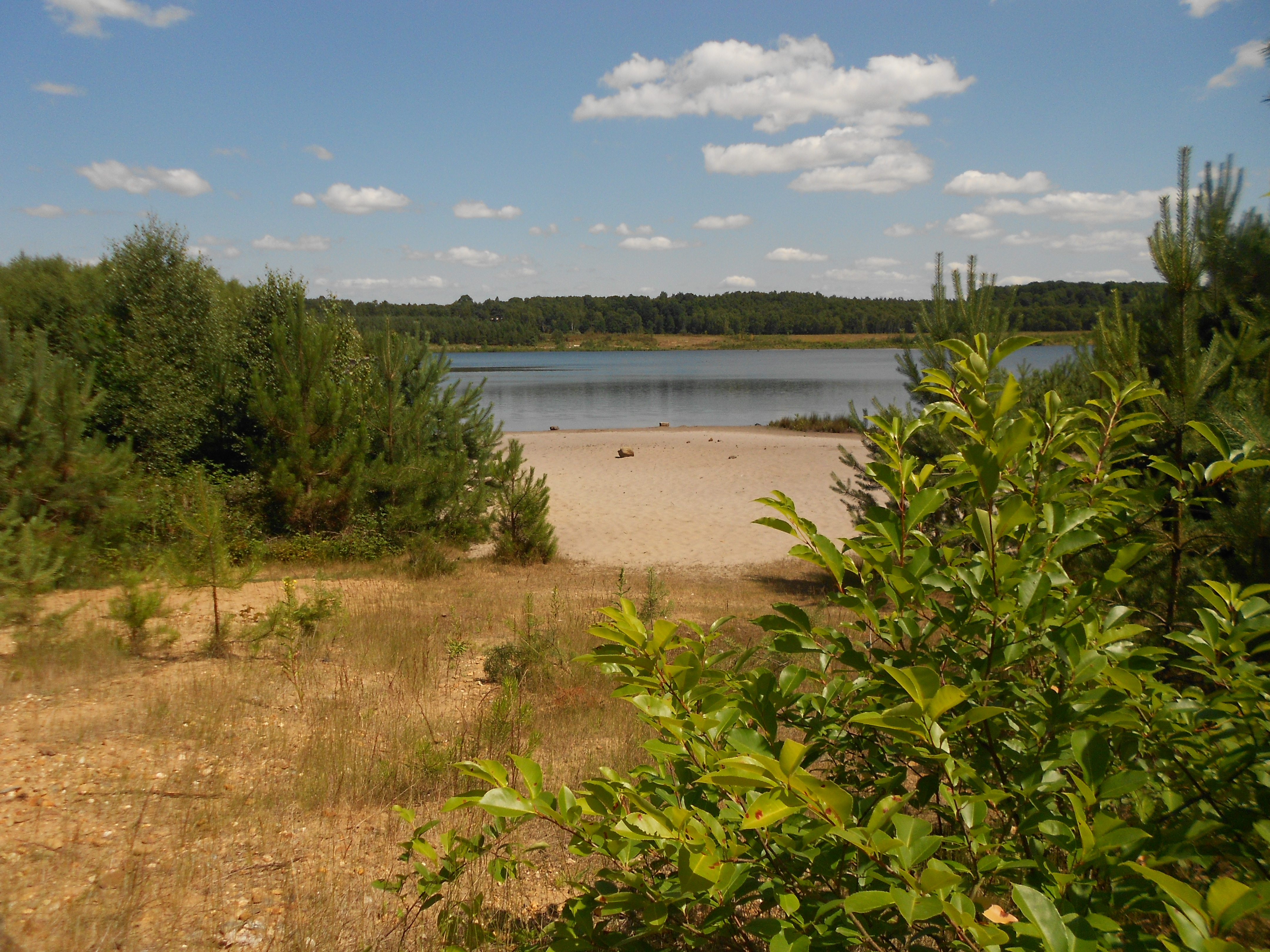
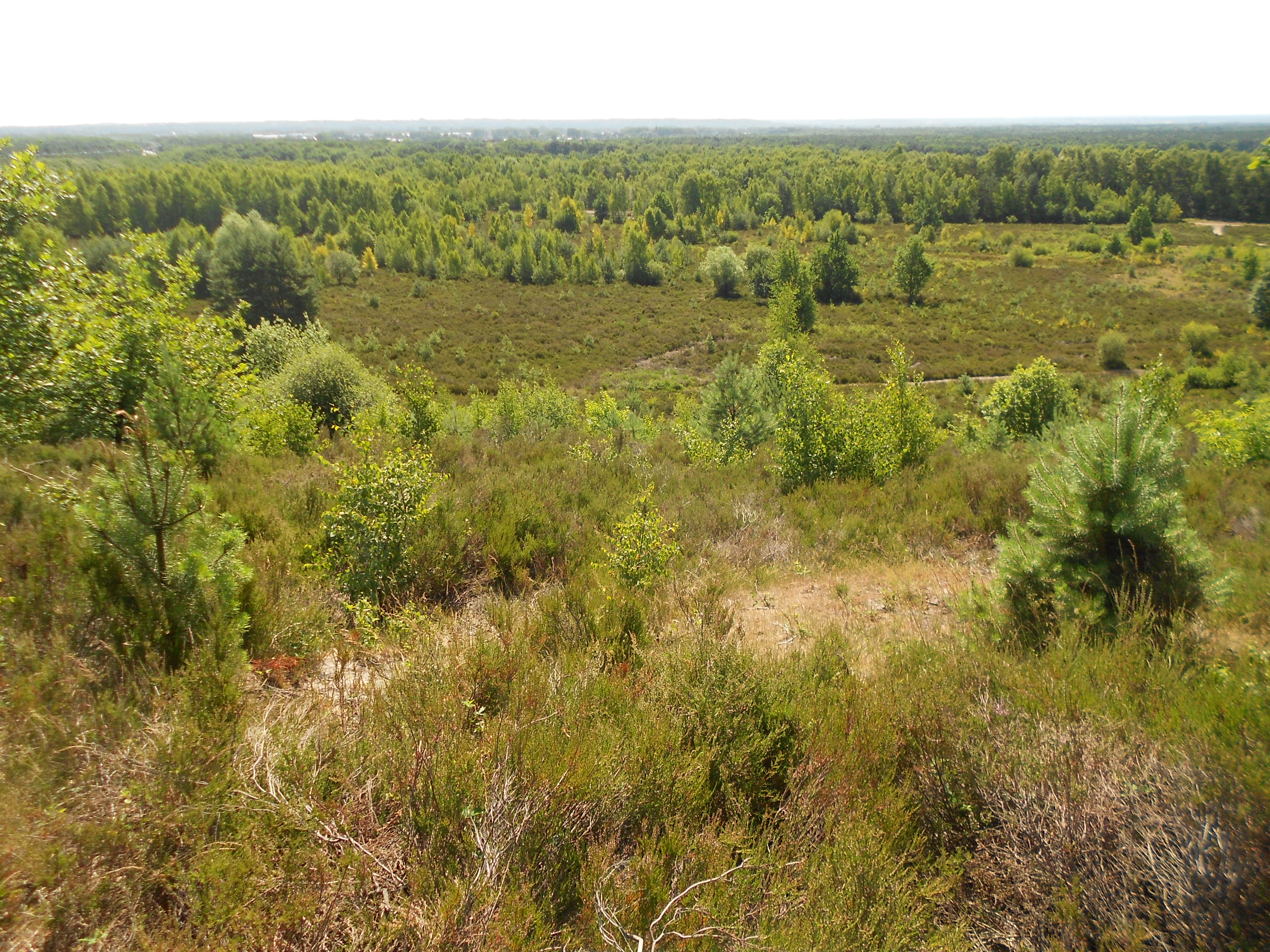
Дерева, що поширюється на верес
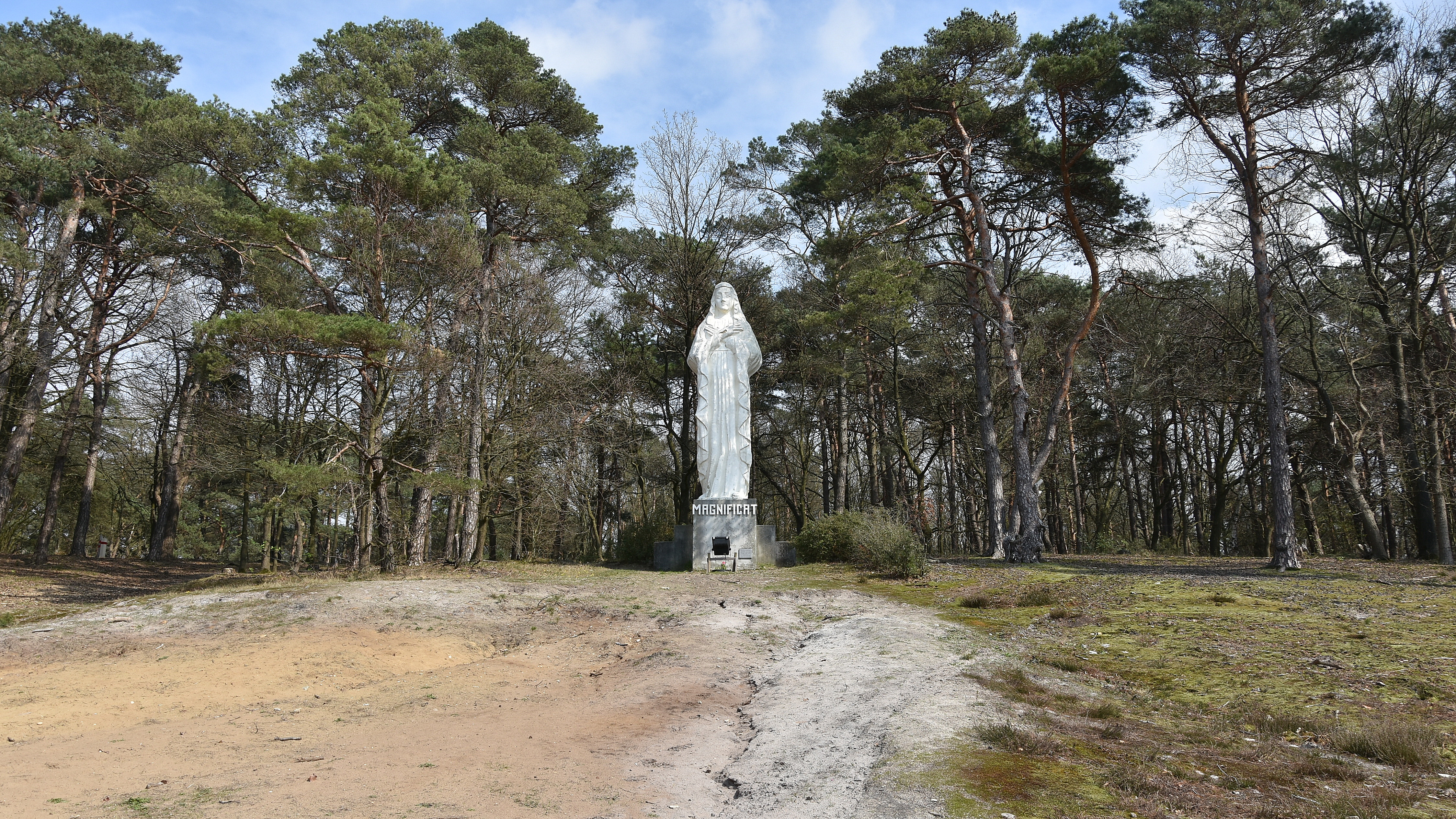
Статуя
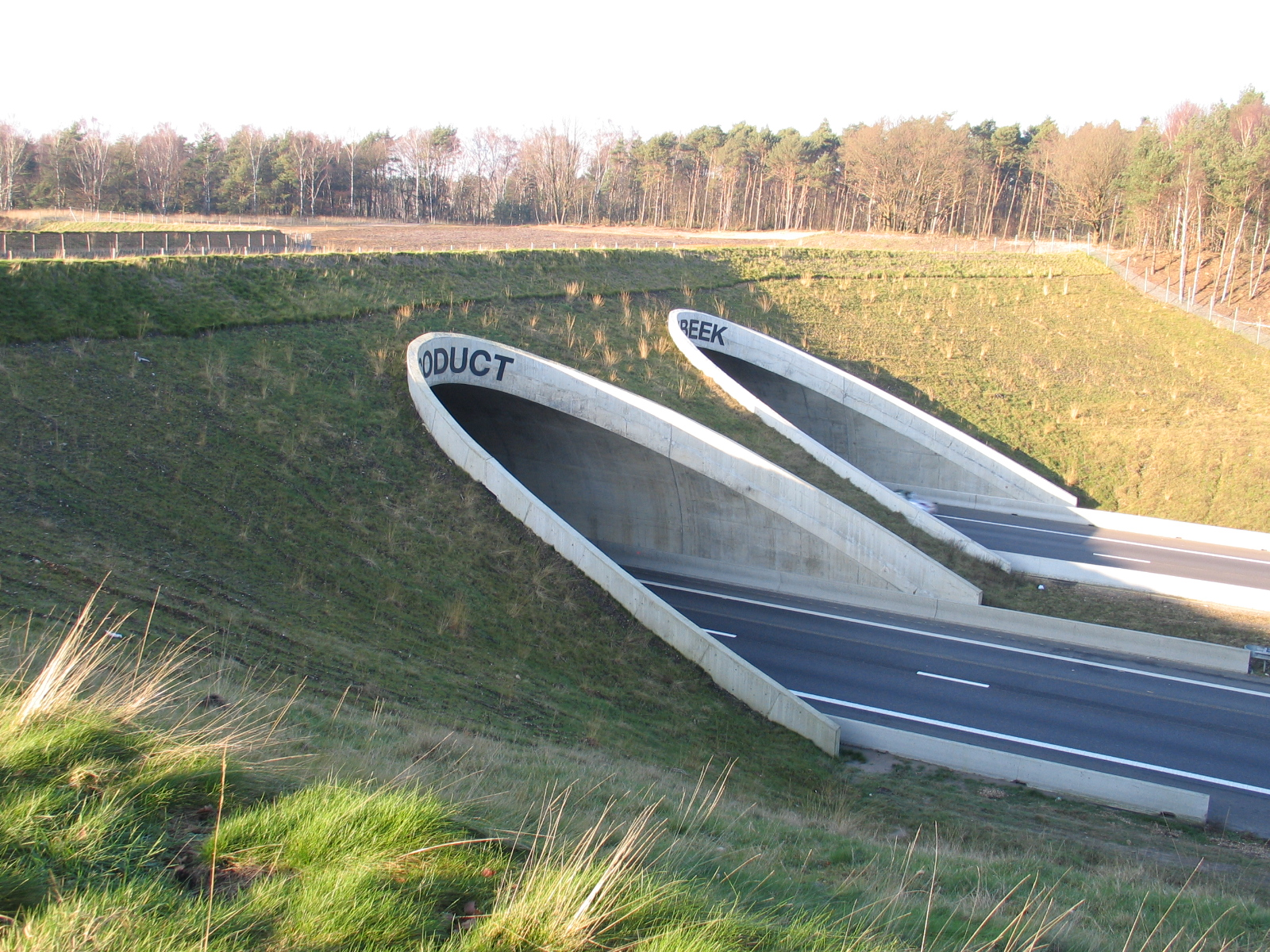
Екодукт Кікбек